# أكيهيكو هيراتا
أكيهيكو هيراتا (باليابانية: 平田昭彦) هو ممثل ياباني، ولد في 16 ديسمبر 1927 في كوريا الجنوبية، وتوفي في 25 يوليو 1984 في اليابان.

## أعمال

### أفلام
- (1954)  موساشي مياموتو
- (1954) غودزيلا[3][4]

## وصلات خارجية
- أكيهيكو هيراتا على موقع IMDb (الإنجليزية)
- أكيهيكو هيراتا على موقع ألو سيني (الفرنسية)
- أكيهيكو هيراتا على موقع أول موفي (الإنجليزية)
- أكيهيكو هيراتا على موقع قاعدة بيانات الأفلام السويدية (السويدية)
- أكيهيكو هيراتا على موقع قاعدة بيانات الفيلم (الإنجليزية)
- أكيهيكو هيراتا على موقع كينوبويسك (الروسية)